# Valeria Gagealov
Valeria Gagealov (Galați, 9 dicembre 1931 – Bucarest, 9 febbraio 2021) è stata un'attrice e doppiatrice rumena.

## Biografia
Nacque a Galați il 9 dicembre del 1931. Studiò all'Università nazionale d'arte teatrale e cinematografica Ion Luca Caragiale, laureandosi poi nel 1954. Successivamente lavorò al Teatro Nazionale di Bucarest.
Si sposò negli anni '50 con l'attore rumeno Constantin Codrescu: i due divorziarono dopo che la suocera cercò di avvelenare Valeria. L'attrice passò a nuove nozze con Andrei Magheru, un diplomatico: la coppia si trasferì a Parigi  nel 1990, anno in cui l'uomo diventò ambasciatore della Romania in Francia.
Morì nella capitale rumena il 9 febbraio del 2021 all'età di 89 anni, per complicazioni da COVID-19.

## Filmografia

### Cinema

#### Attrice
- Il mulino della fortuna (La moara cu noroc), regia di Victor Iliu (1955)
- Momente Caragiale - Tren de plăcere (1958)
- Mutter Courage (1962)
- Castelul condamnaților, regia di Mihai Iacob (1970)
- Serata, regia di Malvina Urșianu (1971)
- Puterea și adevărul, regia di Manole Marcus (1972)
- Un august în flăcări, regia di Dan Pița, Alexandru Tatos, Radu Gabrea e Doru Năstase (1973)
- Conspirația, regia di Manole Marcus (1973)
- Departe de Tipperary, regia di Manole Marcus (1973)
- Când trăiești mai adevărat (1974)
- Singurătatea florilor, regia di Mihai Constantinescu (1976)
- Mihail, câine de circ, regia di Sergiu Nicolaescu (1979)
- Bietul Ioanide (1980)
- Întoarcerea lui Vodă Lăpușneanu, regia di Malvina Urșianu (1980)
- L'ultima notte d'amore (Ultima noapte de dragoste), regia di Sergiu Nicolaescu (1980)
- Promisiuni, regia di Elisabeta Bostan (1985)

#### Doppiatrice
- Antonella Lualdi in La colonna di Traiano (Columna), regia di Mircea Drăgan (1968)
- L'ultima crociata (Mihai Viteazul), regia di Sergiu Nicolaescu (1971)